# Café turc
Cet article concerne le café turc. Pour le café arabe, à la diffusion plus restreinte, voir Café arabe.
Le café turc (türk kahvesi en turc) ou café oriental est une boisson à base de café en décoction, qui se boit principalement au Proche-Orient, en Afrique du Nord, en Europe du Sud-Est, dans le Caucase ainsi qu'en Ukraine. La dénomination « turc » ne fait pas référence à une paternité historique avérée mais à la diffusion de cette méthode de préparation par le biais du monde ottoman.

## Histoire
Au tournant des XVe et XVIe siècles, la consommation de café se diffuse dans le monde musulman, au Caire notamment, depuis l'Arabie et La Mecque où il était connu depuis au moins 1414-1415.
Dans les années 1640, le chroniqueur ottoman İbrahim Peçevi rapporte l'ouverture du premier café à Constantinople : « Jusqu'en l'an 962 (1554-1555), dans la ville chérie de Dieu Constantinople, de même que dans l'ensemble des terres ottomanes, le café et les cafés n'existaient pas. À cette époque, deux hommes, Hâkem d'Alep et Şems de Damas, sont venus à la ville : ils ont chacun ouvert un magasin dans le quartier Tahtakale, et ont commencé à fournir du café. »

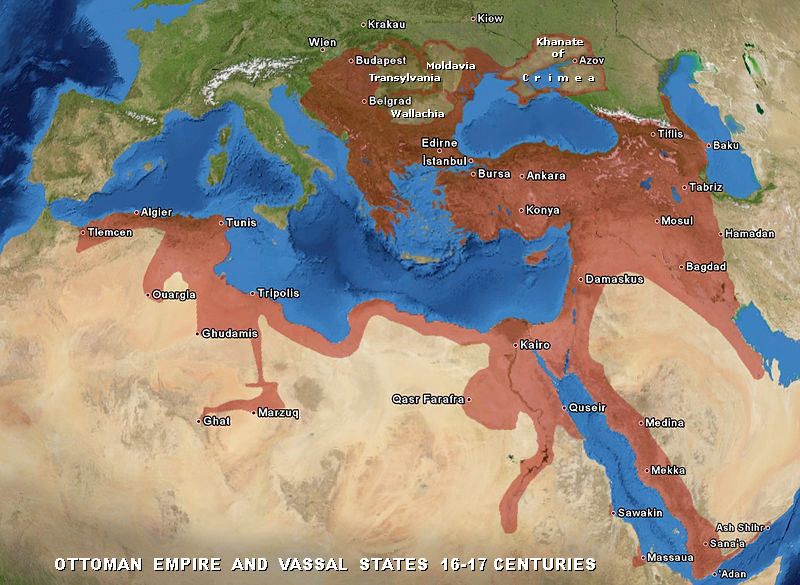
Carte de l'Empire ottoman donnant une idée de la diffusion du café turc.

Si la diffusion du café est le fait de marchands, notamment arméniens dans le cas de Vienne ou Paris, celle de sa préparation « à la turque » provient directement de l'expansion territoriale de l'Empire ottoman et de son influence culturelle dans les régions administrées. C'est pourquoi on le retrouve aussi bien en Afrique du Nord, au Proche-Orient, dans le Caucase que dans les Balkans et jusqu'en Ukraine (notamment à Lviv et d'une manière générale dans l'extrême ouest du pays).
Plus récemment, la tradition du café turc traditionnel s'est amoindrie par la disponibilité croissante du café instantané ou à l'italienne, d'autres boissons chaudes comme le thé ou des jus de fruits et sodas.

## Diffusion géographique

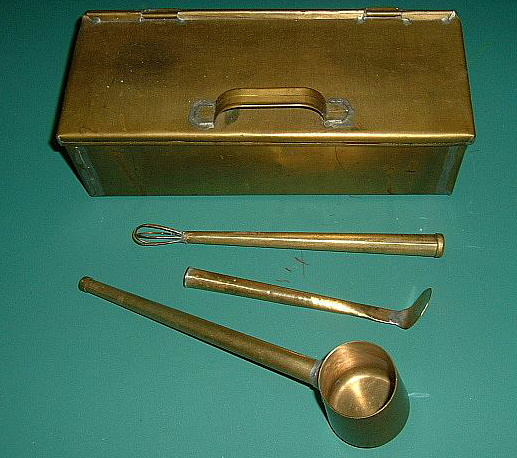
Ustensiles crétois.

Le café est préparé « à la turque » notamment :
- dans les pays du Proche-Orient (Chypre, Israël, Liban, Palestine, Syrie, Turquie) ;
- dans les pays de l'ex-Yougoslavie (Bosnie-Herzégovine, Croatie, Kosovo, Macédoine du Nord, Monténégro, Serbie, Slovénie) ;
- dans les autres pays des Balkans (Albanie, Bulgarie, Grèce, Roumanie) ;
- dans les anciennes régences ottomanes de l'Afrique du Nord ou zones proches (Algérie, Égypte, Libye, Maroc et Tunisie) ;
- dans les pays du Caucase (Arménie, Géorgie) ;
- en Ukraine (oblasts occidentaux, notamment Lviv).

## Dénominations
Dans de nombreuses langues, le terme café « turc » a été remplacé par le nom local, parfois pour des raisons politiques. Il en va ainsi en Grèce : « café grec » (ελληνικός καφές, ellinikós kafés) ou à Chypre : « café chypriote » (κυπριακός καφές, kypriakós[réf. nécessaire] kafés). L'utilisation de ces termes s'est généralisée à partir de la seconde moitié du XXe siècle — surtout après l'invasion de Chypre par les forces armées turques en 1974 —, l'appellation « café turc » (τουρκικός καφές) étant plus répandue auparavant.
En Bosnie-Herzégovine, il est couramment appelé « café bosnien » (bosanska kafa) de même qu'en Arménie, « café arménien » (Հայկական սուրճ ; haykakan sourdj), ou qu'en Serbie, « café serbe » (Српскa кафа, srpska kafa).
Cependant, les Serbes l'appellent également « café domestique » ou « café de la maison » (домаћа кафа) ou tout simplement « café turc » (turska kafa, турска кафа).
En Slovénie, en Croatie, en Macédoine de même qu'en Israël, il est fréquemment appelé simplement « café noir » (črna kava ; crna kava ; црно кафе ; קפה שחור).

## Préparation

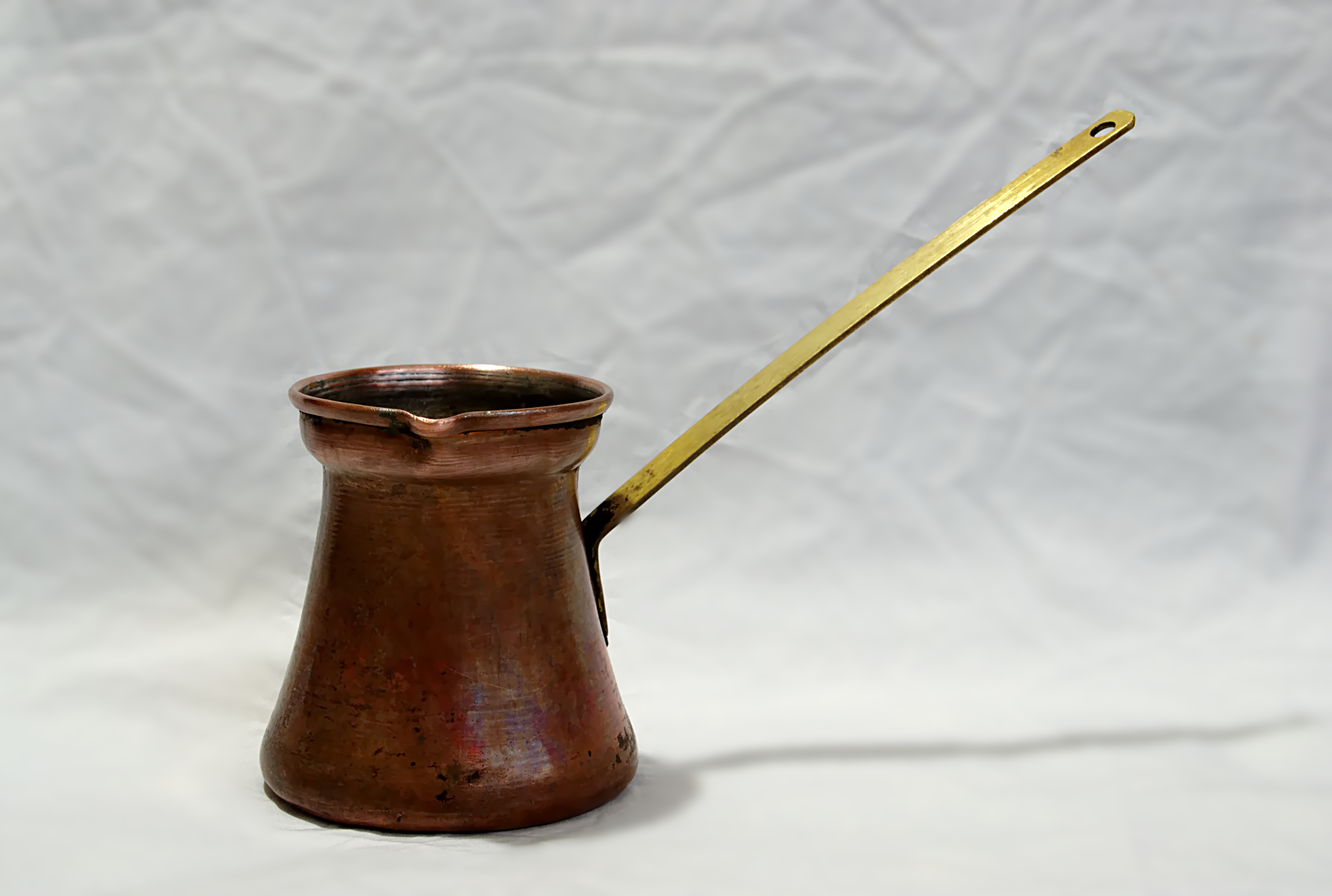
Zazwa, ustensile en cuivre pour la préparation du café en Tunisie.

La cuisson s'effectue dans une petite casserole de fer blanc ou de cuivre appelée cezve en Turquie et en Arménie, djazwa en Algérie, zazwa en Tunisie, briki (μπρίκι) en Grèce, ibric en Roumanie et différentes appellations dans les pays arabes : rakwa (ركوة) au Liban et en Syrie, kanaka (كنكة) en Égypte.
On verse le café moulu très fin et le sucre dans l'eau froide. On met le mélange sur le feu jusqu'à ce qu'il frémisse. Le café ne doit pas bouillir. Il faut le retirer du feu quand le café mousse. L'opération est répétée un certain nombre de fois selon les pays et les habitudes.
On peut verser enfin quelques gouttes d'eau froide ou d'eau de fleur d'oranger pour faire déposer le marc et on sert aussitôt le café brûlant.
Le café ainsi préparé se déguste en aspirant le breuvage afin de ne pas avaler le marc.
Après consommation, la coutume est parfois de renverser la tasse sur la soucoupe et de lire l’avenir dans les motifs laissés par le marc de café sur les bords ou au fond de la tasse.
On distingue généralement trois types de préparation, en fonction de la quantité de sucre :
- Pur, une cuillerée de café, en turc sade, en grec sketos (Σκέτος).
- Moyen, une cuillerée de café et une cuillerée de sucre, en turc orta, en grec metrios (Μέτριος).
- Sucré, une cuillerée de café et deux cuillerées de sucre, en turc şekerli, en grec glykos (Γλυκός[14]).

Aujourd'hui, de nombreuses marques d'électroménager proposent des cafetières électriques spécialisées dans le café turc et appelées « zazwas électriques » en Tunisie :
| Image externe |                                                                             |
|               | Cafetière électrique destinée à faire du café turc, ou « zazwa électrique » |

## Variantes
- En Turquie, dans le sud-est du pays, on ajoute parfois des graines de pistache[15],[16],[17], comme dans le Menengiç kahvesi.
- En Arabie, on y ajoute souvent des grains de cardamome[8], de même que dans les pays du Levant.
- On peut y ajouter une goutte d'eau de fleur d'oranger[9],[18],[19], pratique courante en Algérie et en Tunisie.
- Au Maroc, le « café aux épices » est préparé avec un Arabica accompagné d'une dizaine d'épices comme de la cannelle, du gingembre, du poivre, et du clou de girofle. Il se déguste souvent accompagné de pâtisseries au miel[20].
- Dans plusieurs pays d'Europe centrale, notamment en Tchéquie, en Slovaquie, en Pologne voire en Allemagne, il est possible de se voir servir un turecká káva (« café turc ») ou kawa po turecku (« café à la turque »), préparé par adjonction de vapeur ou, plus fréquemment, d'eau bouillante, à du café moulu. Le résultat final, non filtré et généralement préparé dans un verre à eau, n'est en rien comparable au café turc et peu apprécié des amateurs[21]. Cette préparation était également courante dans la gastronomie de la République démocratique allemande.